# Хусаинов, Марат Рахимович
Марат Рахимович Хусаинов (род. 20 мая 1967, с/х Амантауский, Карагандинская область, КазССР, СССР) — представитель высшего командования Вооружённых сил Республики Казахстан, первый заместитель министра обороны РК — начальник Генерального штаба ВС РК, генерал-лейтенант.

## Биография
Родился 20 мая 1967 года в совхозе Амантауский Карагандинской области.
В 1988 году окончил Челябинское высшее танковое командное училище.
Офицерскую службу начал командиром взвода в Белорусском военном округе. С января по июнь 1993 года — командир танковой роты танкового полка танковой дивизии.
С июня 1993 по июль 1994 года — командир учебного танкового батальона танкового полка танковой дивизии.
С июля 1994 по июль 1997 года — слушатель Военной академии бронетанковых войск ВС РФ.
В 1997 году окончил Военную академию бронетанковых войск ВС РФ.
С июля 1997 по декабрь 2000 года — начальник штаба — заместитель командира мотострелковой бригады.
С декабря 2000 по июль 2002 года — начальник управления военно-специальных исследований Военно-научного центра МО РК.
С июля 2002 по декабрь 2003 года — командир мотострелковой бригады.
С декабря 2003 по ноябрь 2004 года — начальник штаба — заместитель командира мотострелковой бригады.
С ноября 2004 по февраль 2005 года — командир бригады береговой обороны.
С февраля 2005 по март 2006 года — начальник отдела хранения техники и вооружения механизированной бригады.
С марта 2006 по август 2008 года — заместитель начальника штаба по оперативной работе — начальник оперативного управления штаба Управления командующего войсками регионального командования «Восток».
С августа 2008 по июль 2010 года — слушатель Военной академии ГШ ВС РФ.
В 2010 году окончил Военную академию ГШ ВС РФ (с отличием и золотой медалью).
С июля 2010 по июль 2013 года — первый заместитель командующего войсками регионального командования — начальник штаба Управления командующего войсками регионального командования «Запад».
С июля 2013 по январь 2014 года — первый заместитель командующего войсками регионального командования — начальник штаба Управления командующего войсками регионального командования «Восток».
С января 2014 по июнь 2016 года — первый заместитель командующего войсками регионального командования — начальник штаба Управления командующего войсками регионального командования «Юг».
В июне 2016 года Распоряжением Президента Республики Казахстан назначен командующим войсками Регионального командования «Юг».
С 4 мая 2019 по 5 ноября 2020 года Главнокомандующий Сухопутными войсками Вооружённых Сил Республики Казахстан
С 6 сентября 2021 года по 15 января 2024 года - 1-й заместитель министра обороны — начальник Генерального штаба ВС Казахстана.

## Награды
- Орден «Данк» 1 степени (2023)
- Орден «Данк» 2 степени
- Юбилейные медали
- Медали за выслугу лет